# 人工憑霊蠱猫
『人工憑霊蠱猫』（じんこうひょうれいこねこ）は、化野燐の伝奇小説シリーズである。
2022年4月現在、8巻まで発売されているが、未完。講談社ノベルス版はイラスト・toi8、装丁デザイン・京極夏彦だったが、講談社文庫版ではイラストが省かれている。
また、2010年1月より『コミック怪』で、作画・倭日向で漫画化された。

## シリーズ
- 蠱猫（こねこ） 2005年3月 ISBN 406182421X （文庫版：2008年3月 ISBN 4062759896）
- 白澤（はくたく） 2005年5月 ISBN 4061824287 （文庫版：2008年6月 ISBN 4062760398）
- 渾沌王（こんとんおう） 2005年7月 ISBN 4061824392 （文庫版：2008年10月 ISBN 4062760894）
- 件獣（くだんじゅう） 2006年3月 ISBN 4061824740 （文庫版：2009年5月 ISBN 4062763168）
- 呪物館（じゅぶつかん）2006年7月 ISBN 4061824910 （文庫版：2009年8月 ISBN 4062763486）
- 妄邪船（もうじゃぶね）2007年4月 ISBN 4061825194（文庫版：2010年7月 ISBN 4062766892）
- 人外鏡（じんがいきょう）2008年3月 ISBN 4061825860（文庫版：2011年8月 ISBN 4062769166）
- 迷異家（まよいが）2009年12月 ISBN 4061826891（文庫版：2013年1月 ISBN 4062771713）

## 用語
本草霊恠図譜
美袋玄山の著書。晩年の玄山やその後継者達が研究に使っていた現・美袋学園付属図書館の別館にある隠し部屋に封印されており、強力な妄想形成体に満たされた別館にはトラップも仕掛けられ、玄山の直系子孫（後継者）でないと命にかかわる非常に危険な場所となっていた。
鬼神召喚のためのキーツールとなるだけでなく、焼失防止の『火取』、破損防止の『壁』、さらに人の脳に影響し判断を狂わせるといった様々な呪法が込められた最も凶悪な呪物といっても過言ではない。判明しているだけでも、鬼神を呼び出す契機となる呪能、最強の鬼神を作り出すための蟲術のために魔書の呪圏に取り込まれたものは互いに戦いあうようになる呪能を持つ。
妄想形成場
人の妄想や、非理性的な感情が形となる場所。
妄想形成体
妄想が現実に影響を及ぼすようになったもの。
美作研究学園都市
岡山県刑部市に存在する学園都市。美袋学園と千文字薬科大学を中心として、千文字製薬株式会社や千文字大脳生理学研究所、さらにはストーン・サークルまで作られている。美作・奥備中バイオテクノポリスの拠点。1988年着工。
明治末期に美袋玄山が見た夢をもとに作られたとされる。時実は、その構想を現実の物としたのは千文字石寿だろうとにらんでいる。
美袋
有鬼派にして、医師・本草学者、さらに『本草霊恠図譜』の作者である美袋玄山を輩出した一族。しかし、彼の子孫たちはその業績に冷たく、基本的に無鬼の姿勢を取っている。
有鬼派
本来は鬼神の存在を肯定する人たちを意味するが、実質的に美袋玄山の高弟千文字石寿から始まる有鬼五流（千文字、玖珂、大生部など）を中核とする組織。そのため鬼神の存在を肯定的に研究していても、有鬼派に属さないグループ（例：嵯峨野教授が属する「白澤連」）もある。
千文字家が経営する千文字製薬に関連する組織に属している人が多いが、内部では意見の相違も大きい。
無鬼派
有鬼派の対義語で、事実上は有鬼派の存在を知り、かつ対立する人達の総称であり、有鬼派のような組織としては存在していない。美袋玄山の息子や小夜子の母・義父（千文字家出身）も有鬼派からは無鬼派と呼ばれている。
鬼神使役術
様々な鬼神を使役する秘術。役小角が開祖ともいわれる。熟練者は、『空書』という宙に妄想記述言語を書くだけで召喚する技術を持つ．
風炮（ふうほう）
鬼神使役術の補助具。鉄砲鍛冶の国友能当が仙道寅吉から聞いた話をもとに記した『風炮秘事』の空気銃をモデルにして作ったもの。『風舞津霊』で圧搾した空気の力で呪符を射出する。調整して、自動連射・長距離狙撃・複数種の呪符が発射可能なものなどを作ることができる。
有鬼五流
玄山の高弟・千文字石寿から発する5つの流派を持つ本草学の学派。
千文字
有鬼五流の筆頭。刑部市を政財界を牽引する名家。元は薬種問屋で、現在は製薬会社をはじめ、ナノテクやバイオ関連の企業、千文字薬科大学を経営している。美袋家、走水家と縁戚関係にある。
玖珂
鬼神封じの法を伝える学派。
大生部
虫使いの一族。千文字美緒からは、「傍流」として低くみられている。
夏海
江戸時代から蘭学と本総額を講義していた「博洋塾」の学統を守る一族。
白澤連
江戸時代に結成された鬼神研究組織。明治から玄山とその子孫、そして有鬼派の監視をしている。『白澤』や『幻視計算機』といった鬼神とも関わりが深い。本部は岩手県遠野市白見山山麓に存在する迷い家で『大天蓋』と呼ばれる結界で守られている。
白澤經
白澤連が持つ鬼神データベースで、佐々木喜善が作り出したカード型データベースが起源となっている。遠野本部の地下にある『白澤樓』は走水南学が設計した呪法装置の資料館で、そのサーバのようなもの。
牛首塚古墳（うしこべづかこふん）
古墳時代後期に築かれた、唯一未盗掘の古墳。江戸時代以降に埋められたとみられる、頭蓋骨と下顎骨のみがない牛の骨が大量に発掘される。千文字石寿が『件獣』を祀った祭壇で、7つの鳥居の跡も発見された。
呪物館
洛北の山中にある様々な呪物を収蔵した博物館。前身は宇治の宝蔵だともいわれる。神秘建築家・走水南学が建造した。床面積は京都国立博物館並み。妄想形成場の強い場所に存在する。上から見ると「土」の形をしている。『逆柱』などの怪異を呼ぶ仕掛けも施されている。事件後、大生部龍彦の管理下に置かれることとなる。

## 登場人物

### 主要登場人物
美袋 小夜子（みなぎ さよこ）
美袋学園の付属図書館に勤務する司書。埃などの汚れが分かりやすい黒を基調とする服を着ることが多い。幕末から明治にかけて活躍した医師兼本草学者で、美袋学園の創始者でもある美袋玄山の子孫。幼い頃に父を亡くし、母も14歳の時に死去。元は公立図書館に勤めていたが、付属図書館館長であった義父の急死と学園理事長の伯父の勧めで現職に就き、玄山文庫担当として付属図書館の別館にある蔵書の目録を作成している。春の事件で図書館が爆破・炎上したため、現在は美袋玄山研究所で玄山の遺産の一覧表の作成と整理をしている。『蠱猫』の使役者。
白石 優（しらいし ゆう）
美袋学園文化人類学嵯峨野研究室の四回生→院生。見鬼の能力を持ち、幼い頃から「他人には見えない物」が見えてしまうことから言動に慎重な癖がつき、周囲からは「いつも超然としていて他人に干渉しない」と見られがち。長髪で整った顔立ちをしている。両親は離婚しており、父親に引き取られている。嵯峨野研究室が進めている鬼神データベースのデータ設計班の一人だったが、現在休学中。かつては涼子に少し好意を抱いていたが、現在は小夜子に惹かれている。嵯峨野教授が失踪し、研究室が無期限で休止となっているため、美袋玄山研究所でアルバイトをしている。7代目の『白澤』の使役者だが、当初は鬼神の容量に耐えきれないこともあり、鬼神の名前だけしか検索できなかったが、呪物館の事件を経て呪法装置の検索能力を阿留賀島の事件では治癒能力を会得した。
石和 百代（いさわ ももよ）
嵯峨野教授の娘の高穂が社長を務めるミル・プラトー社のシステムエンジニアだった。中性的な容貌で、天然。機械との相性が良く、彼女がいるだけでPCの調子が良くなる体質の持ち主（コンピュータ・ヒーラー）。ミル・プラトー社が受注した鬼神データベースのシステム開発を担当。ミル・プラトーが千文字グループに吸収されたため失職したが、美袋玄山研究所のスタッフとして採用され、鬼神ネットワークの悪用を防止するための仕事をしている。実家は資産家らしく、村野という運転手を雇っている。古代鏡事件を通じて大切な人を何人も失ったことで精神に変調をきたし、『機械の中の精霊』と合一化して世界を創造する力を手にするため白澤樓を自らの鬼神で取り込み、人を超えた存在となってしまう。機械の付喪神『幻視計算機』の使役者。
時実 理一（ときざね りいち）
玄山資料館準備室→美袋玄山研究所の学芸員で責任者。助手待遇。かつては嵯峨野研究室の助手だったが、「モノゲノム解析計画」（モノ＝鬼神）を立案したことで嵯峨野教授と衝突、更に身に覚えのない誹謗中傷が学園中に流され、2年前に有名無実の準備室に異動（左遷）となった。助手時代はファンが多数いたが、現在はひげも髪も伸び放題で服はよれよれ。基本的に学内の権力闘争に無関心であるが、学園理事長とも繋がりを持つなど学内に相応の人脈を持っている。鬼神を全く信じていない上に、5年前に有鬼派が起したある実験計画に関わった経験から、有鬼派を快く思っていない。鬼神の存在を否定する強固な信念から反呪法の『常能力』を有しており、彼の認知できる範囲内では鬼神は形成できない。人類学のフィールドワークの一環で、琉球空手やいくつかの中国拳法を学んでおり、かなり腕が立つ。その特異で強力な能力ゆえ、鬼神がらみの事件そのものに直接かかわることはできないため、もっぱら裏工作や後始末などを務める。夏の事件以降、身動きが不自由になったため研究所を退職、対・有鬼派連絡機関のオブザーバーとなる。東京出張中に古代鏡事件を聞き、刑部に帰ってきたところを研究所の火災に巻き込まれ行方不明となる。
龍造寺 汎(?)（りゅうぞうじ ひろし）
美袋学園の卒業生で、在学中は嵯峨野研究室に所属していた。スキンヘッドにレノン風のサングラス、黄色いパーカーにアーミーパンツという目立つ外見。高野山での修行経験がある。符を使って様々な鬼神使役術を駆使し、「呪物館」以降は『風炮』を使うようになる。戦闘ではブラフやトリックを使用することが多く、使役術の手抜きのために爆竹、水鉄砲、スタンガンなどを持ち歩いている。独学で使役術を学んだため、空書のような高度な術は使えないが、術者としての腕は相当高く、『壁』による結界の強度は封じ専門の玖珂家のものを上回るほど。それなりに修羅場をくぐっており、腕もかなりたつ。「怪奇愛好家」「妄獣使い」など、いろいろな肩書を持つ呪物ハンター。基本的には誰の見方でもなく、金銭で動く。時実と同じく、5年前の事件以降、有鬼派の人体実験を快く思っていない。高穂から100万円で「本草霊恠図譜」の回収を依頼され図書館の事件やD祭に巻き込まれることとなり、その後千文字翁から3000万円で小夜子と白石の保護を任される。D祭後も、呪物館の事件や阿留賀島の一件にも関わるが、古代鏡事件で走水遥香の生存を知り小夜子たちと道を違えたかに見えたが、白澤樓消滅後に出現した吼に敢然と立ち向かった。『件』の使役者。

### 千文字家
千文字　？（ちもじ　？）
千文字製薬の会長。政財界に多大な影響力を有する老人で、有鬼派長老の一人。孫娘をはじめとする有鬼派内の急進派とは異なる動きをしている。図書館の事件では蠱術に巻き込む鬼神の数を増やすため、竜造寺に白澤と蠱猫の保護を依頼する。古代鏡事件で『雲外鏡』の合わせ鏡を作り出し、平行世界の住人を呼び込んだ。その後、新世界を独善的に動かし始めたため、生き残った幻生人類と対立することとなる。
千文字 未緒（ちもじ みお）
千文字製薬会長の孫娘で、付属図書館の総務課勤務。当初は小夜子の親友を装っていたが、実際は有鬼派内の急進派を率いる幹部で、小夜子しか近づけない付属図書館の別館にある「本草霊恠図譜」を狙っている。慕っていた叔父が有鬼派を裏切り小夜子の義父となったため、彼女を憎んでいた。春の図書館事件の失敗後、姿をくらましていたが、阿留賀島の一件で夏海静男に協力する形で暗躍した。その後、古代鏡の事件で自身のあずかり知らぬところで事態が動いていることを察知、大生部・小夜子らと協力し祖父の元へ向かう。『童』の使役者。
勝呂（すぐろ）
付属図書館の総務課長。若い頃にモデルをしていたことが自慢で一部にファンもいるが、仕事振りは無能な上に細かいことに厳しい。千文字未緒に『針口』をつけられているため、命令には絶対服従だが、勝手に図書館を爆発するなど行き過ぎた行動をとる。春の事件での連続女性殺害犯として逮捕されたが、鬼神の能力を使い逃亡した。図書館の事件や阿留賀島の一件では、『針口』で人々を操った。
猿投 保（さなげ たもつ）
美袋学園文化人類学嵯峨野研究室の四回生→院生。有鬼派に取り入り、データベースの入力作業を仕切る。抜け駆けをして『白澤』の召喚に失敗、そして白石に倒されたが、現在は美緒とともに行動している。阿留賀島の一件では『図譜』の強奪や「グゼの海図」入手のために働いた。佐織に好意を抱いており、その思いがゆがんだ方向に向かってしまい、白石をかばった彼女を誤って傷つけてしまう。その後、白澤連に預けられた彼女の元なども見舞っており、白澤樓崩壊時には彼女をかばって死亡した。『奴延』の使役者。

### 大生部
大生部 龍彦（おおふべ たつひこ）
美袋玄山の弟子だった本草学者の子孫で、当人も本草学者を名乗る。有鬼派本流となる有鬼五流のひとつであるが、長老派や急進派とはまた別の行動をとっている。鬼神との共存が新世界（「幻生人類」）を誕生させると考え、それを実行しようとしている。有鬼派の中でも一目置かれる危険人物。バックに大物がいるらしい。図書館の事件でも暗躍、その後『件』召喚をもくろむが、竜造寺の妨害により失敗。後に、『呪物館』の所蔵品の管理を任される。阿留賀島の一件では鬼神と人類の共生進化の障害となる『空穂船』の討伐のため、古代鏡事件では鏡面世界からの移民を阻止するため『雲外鏡』の封印のため、小夜子たちに協力。それ以降、千文字と敵対関係となり、現生人類の保護のため白澤連を取り込み、呪物館に拠点を構える。『讙』の使役者。
設楽 ?（したら）
大生部のボディーガード。元傭兵。強面で顔に傷がある。自らの鬼神を使うよりも素手で戦う頻度の方が多い。『畢方』の使役者。
軽部 時子（かるべ ときこ）
大生部の部下。マゾっ気があるが、逆ギレすると怖い。鬼神使役術『舞紙』を使う。
軽部 空也（かるべ くうや）
時子の弟。鬼神による殺人を何とも思わない危ない少年。『木霊鼠』の使役者。
円海（えんかい）
青龍寺住職。死を待つ重病の子供たちを救う手だてを模索するうちに大生部の構想に賛同し、協力する。竜造寺の高野山での修行仲間。あだ名は「細目」。『見越』の使役者。
長壁 千尋（おさかべ ちひろ）
大生部の部下。絶滅寸前の鬼神を保護したいと願っている。円海と共に呪物館を訪れ、事件に巻き込まれた。『飛暗』の使役者。
諏訪 苑子（すわ そのこ）？
呪物ハンター。諏訪苑子は偽名で、本名は不明。身元を偽ってミル・プラトーに勤務していた。鬼神使役術者で、かなりの使い手。『呪物館』の後は、大生部のもとで呪物館から持ち出された収蔵品の回収を行っている。

### 美袋学園
嵯峨野 正隆（さがの まさたか）
美袋学園文化人類学の教授。非常に気難しく、対人関係を苦手とする。教え子である時実の才能は認めつつも、「モノゲノム解析計画」はその危険性から反対の立場をとり、鬼神を信じないため危険性に気付かない時実を見捨てた。江戸時代から続く本草学サークル「白澤連」に属し、有鬼派とは一線を画している。春の図書館事件の前に大生部らにさらわれるが、白澤樓で白石らと対峙、千文字翁にたぶらかされ鬼神の世界を支配するため再び『白澤』を身に宿そうとするが、建物の崩壊に巻き込まれ死亡した。六代目の『白澤』の使役者。
瓜生 治人（うりゅう はると）
美袋学園文化人類学の助教授。重度の機械恐怖症で、嵯峨野教授から鬼神データベースのデータ設計を任されるが、白石たち学生に丸投げした挙句、有鬼派に取り込まれて嵯峨野教授を裏切りる。また助教授就任前に、当時嵯峨野教授の娘と恋人関係にあった時実を失脚させるため誹謗中傷を発信した張本人。D祭が失敗し、その責任で学園から解雇された。
武地 ？（たけち）
美袋小夜子の伯父で美袋学園理事長。有鬼派とは一線を画している実力者。時実が嵯峨野研究室を追われたときに、資料館準備室の席を与えた。
竹本 司郎（たけもと しろう）
美袋学園文化人類学嵯峨野研究室の四回生→院生→中途退学。データベースから外されたことでショックを受け、実家に帰ったかと思われたが、有鬼派に取り込まれていた。顔についた人工憑霊の種のため、鬼神が見える人々には正体がわからなかった。図書館の事件の後治療のためとある施設に収容されていたが、脱出し白石たちの前に現れる。鬼神の力を抑えることができず、西日本を壊滅させてしまう。力を抑えることのできない自分を止めてもらうため、白澤樓を訪れ白石たちの脱出に協力する。建物の崩壊後、鬼神に変化し白石と決着をつけようとするが、大羅により何処かへ連れ去られる。『渾沌』の使役者。
夏海 涼子（なつみ りょうこ）
美袋学園文化人類学嵯峨野研究室の三回生→研究室秘書。有鬼派に取り込まれ、図書館事件ののち、姿を消す。竹本と付き合っていたが、本当は白石のことが好きだった。実家は阿留賀島で病院を経営。有鬼五流の家系。阿留賀島の事件で再登場し、千文字一派と結託して白石から『図譜』を奪う。その後、阿留賀島にやってきた白石と「グゼの海図」を探し、襲ってきた猿投を彼と協力して倒すが、『空穂船』召喚を望む父に捕らえられる。妹が召喚の負荷に耐えきれなかったために自分が鬼神の活性化をさせられることとなり、『空穂船』内部に入るが白石が助けに来たことで彼を許し、鬼神の消滅に尽力した。その後、研究所の焼き討ちで昏睡に陥った白石のため祖父と共に医療機器を運び込んで懸命に看病をし、白澤樓脱出に協力。『渾沌』の力で阿留賀島が消滅したため、祖父・妹・沙織の保護を条件に大生部に従い呪物館に身を寄せることとなる。『濡女』の使役者。
城野 佐織（きの さおり）
美袋学園文化人類学嵯峨野研究室の三回生。入力作業の暴走を止めようとするも、『針口』を憑けられてしまい、操られる。白石のことが好き。最終的に白石を庇って猿投に重傷を負わされる。死亡したかと思われたが、白澤連に保護され時間の流れを遅くした空間で治療を受け続けていた。
水原 勝人（みずはら かつひと）
美袋学園の事務室に勤める。髭面の男。仕事の傍ら学園都市の怪談奇談を蒐集し、時実が研究室の紀要に怪談の報告文を書いた時に知り合う。

### 白澤連
嵯峨野 高穂（さがの たかほ）
ミル・プラトーの社長だった。時実の元婚約者。白澤連代表。竜造寺に『図譜』の回収を依頼するものの、有鬼派の暗躍に伴い姿を消していた。その後、阿留賀島の一件で「磐船」を奪還するために再登場。『高女』の使役者。
車持 由妃（くらもち ゆき）
古書肆「文車堂」の看板娘。竜造寺のガールフレンドの一人。白澤連構成員。一度読んだ本の内容は決して忘れないという特技を持つ。父で「文車堂」の店主・車持 肇（くらもち はじめ）も白澤連構成員。『文車妖妃』の使役者。
夏海 青史（なつみ せいし）
博洋会夏海病院の先代院長。涼子の祖父。有鬼五流の中の、博洋塾の学統を守る最後の一人。白澤連構成員。施設の水族館には『針口』の侵入を防ぐ仕掛けを施しており、通常の生物のほか『すべ』、『衣蛸』、『人魚』などの鬼神もいる。
松野 あき（まつの あき）
美袋学園の日本史研究室のM2の院生。白石の同期。京都訛りがあり、おっとりとしゃべる。白澤連構成員。古代鏡事件で『朧車』の使役者となった。
玖珂 まどか（くが ‐）
有鬼五流・玖珂派の一人。白澤連構成員。かつて複製人が呪物館に勤めており竜造寺とも親交があったが、美袋玄山が捏造した土器の封じに失敗し、命を落としている。
柴藤 巧（しとう たくみ）
元警察官。白石が自転車で傷心旅行をしていたときに知り合った。玖珂晟一の介護をしていた。現在は、白澤連と警察の橋渡しを行っている。
笠木 崇（かさき たかし）
白澤連遠野代表。布袋を思わせるふくよかな男性。『座敷童』を使役する。
笠木 都（かさき みやこ）
佐織を慕っており、彼女の見舞いに一度もやって来ない白石を嫌っている。使役者を鬼神ごと凍結することができる。

### 呪物館
堀部 惣治（ほりべ そうじ）
「呪物館」館長。盲目だが、妄想形成体だけは視える。竜造寺に呪物の扱いを教えた師匠。
折原 美笛（おりはら みふえ）
「呪物館」学芸員。担当は美術と工芸。人形たちの病気理論に固執している。
光橋 鳴人（みつはし なるひと）
「呪物館」学芸員。担当は考古学部門。顔が髭で埋もれている。美袋学園の考古学研究室の教授の影。
紙谷 理緒（かみや りお）
「呪物館」学芸員。担当は刀剣部門。魔除けマニア。

### その他
鷹野 哲郎（たかの てつろう）
有鬼派の活動を非公式に調査している県警公安部の警部。シトロエン2CV6チャールストンを乗り回し、イタリア製ブランドで身を固めた伊達男。有鬼派が引き起こした5年前の事件で時実と知り合い、現在でも必要に応じて情報交換している。
玖珂 晟一（くが せいいち）
白石がデータベースの入力から外された時、傷心旅行の最中に助けた老人。有鬼五流の鬼神封じを伝える学派の長を務める。現在は車椅子だがいずれ完治するという。青史とは長い付き合いで、『空穂船』の討伐に力を貸した。5代目の『白澤』の使役者。
深安 ひろみ（ふかやす ‐）
百代のネット仲間で、様々な情報をやり取りしている。ニューラルネットの研究者で実は千文字大脳生理学研究所とつながっていた。憑霊メールや有鬼派の核心に近づきすぎたため、口封じで殺害される。
夏海 静男（なつみ しずお）
博洋会夏海病院院長。末期癌の焦りから、『空穂船』を召喚する。自殺幇助の容疑で警察に取り調べを受けることとなる。
夏海 洋子（なつみ ようこ）
涼子の妹。『針口』を憑けられていた。涼子の話に乗せられ、嘘つき扱いされたため、恨んでいた。『空穂船』の使役者に選ばれたが、召喚儀式の後遺症で放心状態となる。
茅野 瑛子（ちの えいこ）
環境保護NPO法人「東北の水を守る会」代表。『沼御前』と名乗る勝気そうな水着姿の女性。環境保護を掲げ、男に傷つけられた者たちを集め『部族（トライブ）』を形成、その守護者として小夜子を勧誘しようとした。『水虎』の使役者。
走水 遥果（はしりみず はるか）
竜造寺が学生だった頃の恋人。時実が飼い殺しの身となる原因になってしまった。その後、鬼神がらみの実験で命を落とした。しかし、平行世界の同一人物が鬼神の能力を使ってこちらの世界にも干渉している。『鏡虎』の使役者。

## 登場する鬼神
蟲猫（こねこ）
7本の尾を持つ黒猫。本草霊恠図譜を守るために妄創された鬼神。使役者と一体化して、黒豹のような姿になる。ネコ科動物の能力で、攻撃力、身体能力がかなり高い。攻撃時には、爪が日本刀の程の長さまで伸び、衝撃波を発する。また、化け猫が持つ能力であり死体を操る術『走屍』を使うことや、『厳津霊』などの電気を吸収し放電することもできる。人語を話す。火車や化け猫を切った伝承を持つ刀などの「鬼神切り」には弱い。使役者は美袋小夜子。
白澤（はくたく）
9つの目を持つ人面の獅子。別名『澤獣』、『薬獣』。鬼神データベースに接続し、鬼神の名前・特長・属性・呪法装置の検索をする能力と非常に高い治癒力(瀕死の状態からも再生できる)および他人の傷を治す能力を持ち、高い跳躍力も有する。初代は『白澤經』に人の脳を直結させるためのインターフェイスとしてプログラムされた。使役者と一体化して戦い、人型では両手に3つ目が生じ、完全変化では大きな獅子の姿になる。めったに実体化することはないが、実体化した時は子犬ほどの大きさ。人語を話すが憑依時と分離寺では人（?）格が変わっている様子。使役者に代替わりがあり、5代目・玖珂晟一、6代目・嵯峨野正隆、7代目・白石優。
針口（しんく）
大きな蛆虫の姿。人に憑けることで、絶対服従させることができる。副作用で、強迫観念を刺激し、凶暴性を高める、無気力化する、解離性同一障害を引き起こすといったことがある。使いこなせるようになると、紐状にして攻撃する、弾丸のように飛ばすといったこともできる。マゴットセラピーで傷の治療も可能。呪法装置は人間の死体。使役者は勝呂。
奴延（ぬえ）
初期状態は、多眼の顔に虎の足、狸の体で尾は蛇。鬼神の召喚を失敗したときに生まれる。黄帝鬼神経と同調してさらに変化が進行する。作中では、「鳴蛇」の翼が生えた。後に、上半身が筋肉質になり、さらに凶悪な容貌になった。見かけによらず動きが素早い。使役者は猿投保。
幻視計算機（げんしけいさんき）
大小9つのディスプレイが並ぶパソコンのような形の機械の鬼神。『白澤經』の電子化の過程で開発された機械の付喪神で、魔鏡の眷属。ディスプレイから妄想記述言語の文字列が生じ、鬼神やパソコンのデータを消去する「でぃすいんふぇくと」「削除（でりーと）」、文字列で拘束する「論理縛鎖」、麻痺させる「痲痺（ぱららいず）」、睡魔に襲わせる「催眠（すりーぷ）」、コンピュータに侵入する「侵入（はっく）」、使い魔（エージェント）による鬼神の追跡などの多彩な機能を持つ。さらに円形のモニタでは、エッジで切り裂いたり、壁として防御する「鏡面障壁（みらー・ばりあ）」を使うこともできる。呪法装置は月長石の「100－1」と記されたペンダント。負荷をかけすぎると凍結（フリーズ）してしまう。使役者は石和百代。
厳津霊（いかずち）
雷の蛇。鬼神使役術で用いられる。使役者は竜造寺汎他多数。
野津霊（のづち）
土の精霊。一つ目の青白いビール瓶のような姿。主な用法は、偵察と物理攻撃で、相当な重量がある。鬼神使役術。使役者は竜造寺汎、諏訪苑子。
水津霊（みづち）
蛇の形をした水の精霊。粘度を変化させることが可能。鬼神使役術。使役者は竜造寺汎、諏訪苑子。
火具津霊（かぐつち）
炎の蛇。鬼神使役術。使役者は竜造寺汎、諏訪苑子。
風舞津霊（かまいたち）
疾風の蛇を使役する。『風炮』などの武器にも応用される。鬼神使役術。使役者は竜造寺汎、諏訪苑子。
舞紙（まいかみ）
応用技。強い気流に紙を載せて切り刻む。使役者は軽部時子。
壁（かべ）
光の膜。高い防御力を持ち、妄想形成体は超えることができない。同様の効果を持つ呪物も存在する。鬼神使役術。使役者は竜造寺汎、諏訪苑子。
童（わらし）
市松人形のような姿。偶然や運、物事のタイミングをコントロールする能力を持つ。1度、図書館事件で小夜子に解放されたが、能力を強化されて再チューニングされた。使役者は千文字美緒。別の個体が笠木崇によって使役されている。
恙（つつが）
棘の生えた蛭。人間の臓器に寄生し、死に至らしめる。『下学集』にある妖虫がモデル。半形成体でも突然死を引き起こす要因となる。
細手（ほそて）
細く長く伸びる人の手。別名『細手長手』『細手の怪』。人の頬を撫でて驚かす。不吉の前兆でもある。『幻視計算機』のアシストをすることもある。
飛礫（つぶて）
石が降ってくる。鬼神使役術。使役者は諏訪苑子。
衾（ふすま）
半透明の幕が包み込む。鬼神使役術でも用いられ、相手に覆いかぶせる他にも表面に映像を投影し偽の道を作るなど様々な用法がある。使役者は諏訪苑子。
隠蓑（かくれみの）
衾をかぶって周囲の映像を上に投影し、姿を消す。高度な技。
蛇帯（じゃたい）
長いものでは50mを超す『衾』。鋭い縁で切り裂く、敵に巻きつくといった攻撃を使う。簡単な状況判断能力を持つ。
畢方（ひっぽう）
一本足の鶴。妖火をもたらし火災を起こす。口から火箭を発射する、火柱を上げるなど、火具津霊より高威力の技を使うことができる。使役者は設楽。
渾沌（こんとん）
またの名を『帝江』。変化した状態では顔がなく、がっしりした胴体から6本の足と大小2対の翼が生える。全長20m超。この世に無明の闇をもたらす鬼神。変化しない状態では、使役者はのっぺらぼうのような顔になり、また、その状態でも地面を泥濘化する能力を発揮する。赤いオーラを出し、それに触れたものを強度の現実歪曲により別の平行世界の物へ変える。その影響で、人間には本来ないはずの器官が生じ、空気は瘴気へと変わった。顔面に7つの穴をあけると崩壊する（荘子・渾沌七竅に死す）。体から分離すると熊のような野獣の姿となり、尾を加えて高速回転することであらゆるものを弾き飛ばせる。力をある程度制御するため、首輪を施されている。使役者は竹本司郎。
女郎蜘蛛（じょろうぐも）
8つの目に女性の上半身、下半身は巨大な蜘蛛。糸を吐き、人を眠らせ夢を操る呪力を持つ。火を吐く子蜘蛛を操る。呪法装置は大きな網。ネット上の不特定多数の悪意が、Web（=網）によって実体化した。この鬼神が作り出した不可視の網が、『白澤樓』と世界中をリンクしたことで、呪法装置なしでも鬼神の召喚が可能となった。
逆髪（さかがみ）
髪を身長の何倍にも伸ばすことで敵を捕縛する。当然、髪の毛が生えていないと使えない。鬼神使役術。使役者は諏訪苑子。
木霊鼠（こだまねずみ）
体を破裂させる鼠。小さな外見に見合わず、破壊力が大きい。大生部らによって保護される鬼神の一つ。使役者は軽部空也。
讙（かん）
一つ目で三尾の白地に縞模様の山猫の姿。『山海経・西次三経』に「翼望の山に棲む」と載っている。高い身体能力に加え、反呪法能力を持つ。比較的容易に召喚できるらしい。使役者は大生部龍彦。
件獣（くだんじゅう）
人面の牛。因果から自由な鬼神で、時間の流れに束縛されない。召喚された時空の一点を中心に、可能世界を収斂させる能力を持ち、未来にすら干渉できる。時間の流れに介入し、都合のいいように歴史を捩じ曲げることができるが、その一点から遠ざかるほど影響力は小さくなる。2年後の未来にメールサーバに憑依し預言の「イ牛のメール」を送ってきた。千文字石寿の行った儀礼により、すでに超（メタ）時間の世界に妄想形成体が存在している。呪法装置は人間の頭と牛の胴体。使役者は竜造寺汎。
見越（みこし）
伸縮自在の真黒な巨人。全身がゴムのような弾力を持ち、『蠱猫』の爪をも弾く。使役者とは痛覚がリンクしている。呪法装置は掛け軸。使役者は円海。
摩迦羅（まから）
全長10mを超す怪魚。シーラカンスを思わせる。呪物館の玄関の壁のステンドグラスに描かれている。
飛暗（とびくら）
鼠の顔に長い尾を持つ巨大な蝙蝠。野衾、野鉄砲のように人の顔に張り付く鬼神の一種。超音波を使う聴覚ソナーが可能。大生部らによって保護される鬼神の一つ。使役者は長壁千尋。
龍火（りゅうか）
刀剣に宿る怪火。破損した刀剣を修復する。呪物館に収蔵される阿蘇神社の宝刀『蛍丸』(レプリカ)に宿っていた。本来は刃こぼれを治す程度だが、妄想形成場が強いと折れた刀剣ですら修復できる。
木偶（でく）
動くマネキン人形。呪物館の収蔵品は勝手に動き出す「突発性夜行症」だが、使役者の折原美笛（複製人）の言うことは聞く。かつて走水南学が使役していたとされる。
覚（さとり）
音声入力式の金属製の人頭。呪物館の収蔵品。チューリング・テストの結果知能を持つと判定され、さらに人の心を読み質問する前に答えを返してくることから名づけられた。
八岐（やまた）
頭と尾がそれぞれ8つある、頭をもたげると高さ10mを超える巨大な蛇。魔風を起こすことができる。呪法装置は藁で作った八岐大蛇とその土器。使役者は光橋鳴人（複製人）。
蔵童（くらわらし）
古式の『童』で、3歳ぐらいの女の子の姿。家屋を守護する。『河童』と同系列の鬼神なので、見かけによらず力は強い。振動を操る能力を持ち、『家鳴』を起こうえ、超音波カッターや低周波振動での攻撃もできる。使役者とは痛覚がリンクしている。呪法装置は藁人形だが、『呪物館』の個体は建物全体が呪法装置だった。使役者は兼本眞子（複製人）。
文車妖妃（ふぐるまようひ）
十二単を着た女性の姿。文字を媒体にして物体を自在に操る。ラブレター妖怪で、呪法装置は美袋玄山の恋文。使役者は車持由妃。
酒顚（しゅてん）
『呪物館』の内部と外部を逆転させ外界に殺戮をもたらすという、潜在的な可能性を強引に実現させる能力を持つ。『八岐（父親だという伝承があるため）』を構成していた妄素を基に実体化しようとした。呪法装置は酒呑童子の首。使役者は堀部惣治（複製人）。
船幽霊（ふなゆうれい）
別名を『ウグメ』、『グゼ』ともいう。船型のモノは『グゼ船』『迷い船』『亡者船』『灘幽霊』『夜走り』『仏船』『船ギレ』など様々な方言名を持つ。火の玉や人、船の姿で現れ生者を海中に引き入れて殺害し、自分たちの仲間にする鬼神。作中に登場したのは腕から先のみのモノと船型のモノ。呪法装置は折り紙の船。
共潜き（ともかずき）
目撃者の海女と同じ姿で現れ、深みへと誘う鬼神。
呼子（よぶこ）
小鳥のような鬼神。『幻視計算機』によってプログラムされた使い魔（えーじぇんと）。モデルは、『山彦』のように反響現象を起こす鬼神。
濡女（ぬれおんな）
人の顔を持つ蛇。使役者との一体化が進むとまず手足が青い鱗に覆われ、次いで胸から下が蛇となる。嫉妬の邪心によって生まれる。水を思うままに操り、鬼神使役術の『水津霊』より格段に自由度が高く、ウォーターカッターのように水圧で物を切る、水を球体にする、水を原子レベルで分解するといったことができる。使役者は夏海涼子。
高女（たかおんな）
伸縮自在の和装の美しい女の鬼神。『見越』の仲間で、呪法装置も同じく掛け軸。使役者は嵯峨野高穂。
すべ
長崎県対馬豆酘で採取される。西瓜の種ほどの赤い棘のある海の鬼神で、猛毒を有する。
人魚（にんぎょ）
赤い髪の女性の上半身と魚の下半身といういわゆる西欧式の人魚の姿を持つ鬼神。明治24年に対馬で捕獲されたものの生き残りが夏海家の私設水族館にいる。『白澤』のデータベースに載っていない珍しい鬼神。
船脚附（ふなしとぎ）
壱岐の海に住む怪魚で、手足を持つカジカかハゼのような姿。四肢で船に吸い付いて止め、綱を伝って船内に入り人を喰う。使役者は夏海青史。
衣蛸（ころもだこ）
水中に適応した『衾』。京都府与謝郡で採取された。成体は6畳ほどの大きさまで広がり、小舟を包み込む。使役者は夏海青史。
空穂船（うつぼぶね）
別名『虚舟』、『妖魅の方舟（ぢゃぼのあるか）』。すべての幽霊船の王で伝説の方舟。地獄を招来し、世界を一新する世直しの鬼神である魔王・『水蛭子（ひるこ）』が乗っている。記紀神話・虚船伝説・キリシタンの伝承・悪魔崇拝が混淆して生まれた鬼神。一種の精神共生体で、生者だけでなく死者(『船幽霊』)までこの世の全ての魂を吸収・一体化する能力を持つ。灰色の船体からにじみ出る赤い液体が『水蛭子』で、重合水の特性を持つ生きた水となっており、海の鬼神を餌として呼び寄せる。吸収された者たちは自我の境界を失い、巨大な知性に統合される。呪法装置は船幽霊の海図と呪物館の収蔵品だった磐船。使役者は夏海洋子。長さ約500m・幅約84m・高さ約50mという巨大さで内部は重層的に構成される。
磯撫（いそなで）
鮫に似た尾びれを持つ。船上の人を尾で海に引き込む。
磯女（いそおんな）
下半身が蛇の女性。血を好む。
海姫（うみひめ）
半透明の着物を着た美姫。海上を行き男性を惑わせる。全身から粘液を出す。
夜雀（よすずめ）
「チッチッチ」と鳴く小鳥。鬼神には無害で攻撃力もないが、不吉をもたらす。大生部らによって保護される鬼神の一つ。
虚数え（そらかぞえ）
真っ青な火炎。皿を数える火炎をもとにプログラミングされた計測用の鬼神。
送り火（おくりび）
狐の顔を思わせる形をした怪火。追跡用にプログラミングされた使い魔。
朧車（おぼろぐるま）
或は「破車」。和風の意匠で、正面に美女の人面がついている。取り憑いた車を非物質化することで障害物をすり抜けられるが、水上を走行することはできない。呪法装置は装飾を施された牛車。最初のものは交通遺児の少女（のちに死亡）が使役したトレーラー、2番目のものは設楽のワゴン車。使役者は松野あき。
鏡虎（きょうこ）
白金の毛皮をまとう虎。魔鏡の眷属。雌雄同体。強力なフェロモン効果を持つ体臭で誘っての交接、胸から下げた『照魔鏡』で観念子を解析、体毛から放つ電気からできた回路を利用して、鬼神の統制を吸収する能力を持つ。また、光を反射するものの間を瞬間移動することができ、さらに、鏡を通り抜けることで4次元世界から複数の平行世界への移動ができる。使役者は走水遥果。
肉吸（にくすい）
20歳ほどのきれいな女の姿で、肌の下で妄想記述言語がうごめいている。爪に触れたものを妄想記述言語に分解し、吸収する。皮膚を裂かれると体内から妄想記述言語が放出され、死ぬ。呪法装置は人間の全身の皮と骨片。
脳計り（なずきはかり）
精神を計測し複写することのできる鬼神。
面霊鬼（めんれいき）
人の記憶を複写・編集し、別人の脳内に上書きできる鬼神。使役者は中谷珠莉。
雲外鏡（うんがいきょう）
空の上で別世界を映し出す鏡。鏡石神社上空と千文字の邸宅の上空に出現。呪法装置は千文字家の家宝であり、呪物館の所蔵品でもある三角縁神獣鏡。千文字老は、合わせ鏡を作ることで、無限の平行世界を作り出そうとしていた。
影鰐（かげわに）
水鏡に映った影を喰う巨大な鱶。影を喰われたものはその部分が喰われたように消滅するなど、本体も全く同じ影響を受ける。呪法装置は千文字の邸宅にある池（設計者は走水南学）。
回禄（かいろく）
夏王朝を滅ぼした火災を操る神。赤い炎の巨人。弱点は水。呪法装置は人形。
双口（ふたくち）
使役者の頭部にもう一つ口が現れ、髪は蛇のように自在に動き獲物を狙う。物理的身体のみならず妄想形成体まで喰らう「共喰い」属性を持つ。また、使役者自身には拒食症に似た一種の精神障害が現れる。
多目怪（たもくかい）
目目連ともいう。拡縮自在の視力、動体視力のコントロール、透視能力といった視覚能力の鋭敏化を使役者にもたらす千里眼の鬼神。使役者の顔には無数の小さな目が現れる。
水虎（すいこ）
赤い河童の姿をした鬼神。等身大からミクロサイズまで身の丈を自在に変えることができ、その力で蹄跡の水に千匹も潜むことができる。使役者は他多数。
魔性樹（ましょうじゅ）
巨大なパイナップルに似たマダガスカルの妖魔の樹。刺激を与えると巻き髭に絡め取られて捕食される。
血小箱（ちこばこ）
口の空いた器に宿り、出会ったものの魂を摂る奄美諸島の鬼神。小さな箱の中から5mもある巨大な腕をはやして襲い掛かるが、本来は液性の存在であるため血の海を作り出して獲物の動きを封じることも可能。呪法装置は憑代となる箱。
蚊帳吊（かやつり）
「進路妨害」を行う鬼神。連続して現れるため対象は思った通りに前進できないが、外から異常を認識すればたやすく消滅する。
偽汽車
『幽霊列車』ともいわれる。
逆上臈（さかじょうろう）
天井からぶら下がる女性型の鬼神で、薙刀を持つ腰元風の4体の眷属を引き連れる。地面への重力とは別に天井の方向へもう一つの重力を形成でき、横方向にも重力を生み出せる。呪法装置は天井の妄想記述言語の張り紙。
天吊（てんつり）
大木の枝にぶら下がり、下を通るものを餌食とする。特殊能力は超高速の上下運動。人の背丈ほどの頭から直接手が生えたような姿をしている。同類に『撥釣瓶』『釣瓶卸』といったものがいる。
濱手（はまて）
集まった海砂が人の腕の形を成した鬼神。溺死者の残留思念が仲間を増やそうとしたもの。淡水域に現れる類似種に『砂手』『泥手』がある。呪法装置はマネキンの手。
羽白（はじろ）
白い猛禽類の翼を持つ巫女のような姿の鬼神。九州に伝わる古い鬼神で『日本書紀』にも記述がある。
赤手（あかて）
『赤手児』ともいう、『細手』によく似た無数の手が伸びてくる怪異。呪法装置はマネキンの手。
煙羅（えんら）
毒煙の鬼神。呪法装置は香炉。
大羅（だいら）
キロメートル単位の巨体を持つ伝説の巨人。
吼（こう）
獏のような鼻を持つ灰色で涙滴状の巨大な鬼神。邪を食し、怪を飲む。

## 漫画版
倭日向作画による漫画版は、角川書店の『コミック怪』にVol.09からVol.16まで連載され、全2巻が発売された。
- 『人工憑霊蟲猫』1巻 2011年02月24日発行 ISBN 978-4-04-854611-9
- 『人工憑霊蟲猫』2巻 2011年10月24日発行 ISBN 978-4-04-120000-1